# Куп Босне и Херцеговине у фудбалу 2003/04.
Куп Босне и Херцеговине у фудбалу 2003/04. је четврта сезона овог најмасовнијег фудбалског такмичења у Босни и Херцеговини, друга од укључења и клубова из Републике Српске. Одржава се у организацији Фудбалског савеза Босне и Херцеговине.
Квалификације за Куп се играју до 1/16 финала а од 1/16 финала се екипама из нижих лига придружују и екипе Премијер лиге. У 1/16 финала се игра једна утакмица а даље се до финала играју по две утакмице у сваком колу.
Такмичење у купу је почело 17. септембра 2003.. Победник Купа учествује у првом колу квалификација у Купу УЕФА.

## Парови и резултати

### Шеснаестина финала
Утакмице су одигране 17. септембра 2003.
| Утак. | Клуб, Место              | Резултат     | Клуб, Место                  |
| ----- | ------------------------ | ------------ | ---------------------------- |
| 1     | Кисељак                  | 0:0 пен. 3:4 | Модрича Максима Модрича      |
| 2     | Љубушки, Љубушки         | 0:1          | Челик, Зеница                |
| 3     | Слобода, Нови Град       | 1:0          | Бротњо, Читлук               |
| 4     | Босна, Калесија          | 4:0          | Широки Бријег, Широки Бријег |
| 5     | Младост, Гацко           | 1:0          | Посушје, Посушје             |
| 6     | Хајдук Орашје            | 1:1 пен. 5:3 | Травник, Травник             |
| 7     | Олимпик, Сарајево        | 1:2          | Борац, Бањалука              |
| 8     | Финвест Дрвар            | 2:0          | Гласинац, Соколац            |
| 9     | Вележ, Мостар            | 0:2          | Рудар Угљевик, Угљевик       |
| 10    | Славија, Српско Сарајево | 1:0          | Зрињски, Мостар              |
| 11    | Љубић, Прњавор           | 0:0 Пен. 8:7 | Леотар, Требиње              |
| 12    | Подгрмеч, Сански Мост    | 2:1          | Слобода, Тузла               |
| 13    | Дриновци, Дриновци       | 2:1          | Сарајево, Сарајево           |
| 14    | Јединство, Брчко         | 1:0          | Жепче Лимоград, Жепче        |
| 15    | Козара, Градишка         | 2:0          | Жељезничар, Сарајево         |
| 16    | Горажде, Горажде         | 0:3 сл.      | Орашје, Орашје               |

Занимљиво је да је у шеснаестини финала испало 11 клубова Премијер лиге.

### Осмина финала
| Утак. | Клуб, Место        | Резултат | Клуб, Место              | 1 утакмица 22. октобар | 2. утакмица 5. новембар |
| ----- | ------------------ | -------- | ------------------------ | ---------------------- | ----------------------- |
| 1     | Борац, Бањалука    | 5:2      | Рудар Угљевик, Угљевик   | 2:0                    | 3:2                     |
| 2     | Младост, Гацко     | 1:3      | Славија, Српско Сарајево | 1:2                    | 0:1                     |
| 3     | Јединство, Брчко   | 2:2      | Љубић, Прњавор           | 1:0                    | 1:2                     |
| 4     | Босна, Калесија    | 2:7      | Козара, Градишка         | 0:2                    | 2:5                     |
| 5     | Челик, Зеница      | 3:6      | Модрича Максима Модрича  | 3:1                    | 0:5                     |
| 6     | Дриновци, Дриновци | 2:2      | Орашје, Орашје           | 1:0                    | 1:2                     |
| 7     | Финвест Дрвар      | 1:4      | Подгрмеч, Сански Мост    | 1:0                    | 1:1                     |
| 8     | Слобода, Нови Град | 1:4      | Хајдук, Орашје           | 0:1                    | 1:3                     |

### Четвртфинале
| Утак. | Клуб, Место             | Резултат | Клуб, Место              | 1 утакмица 7. новембар | 2. утакмица 22./29. новембар |
| ----- | ----------------------- | -------- | ------------------------ | ---------------------- | ---------------------------- |
| 1     | Модрича Максима Модрича | 5:1      | Јединство, Брчко         | 1:1                    | 0:1                          |
| 2     | Козара, Градишка        | 1:2      | Борац, Бањалука          | 1:1                    | 0:1                          |
| 3     | Подгрмеч, Сански Мост   | 2:7      | Славија, Српско Сарајево | 1:5                    | 1:2                          |
| 4     | Слобода, Нови Град      | 3:5      | Дриновци, Дриновци       | 2:0                    | 1:5                          |

### Полуфинале
| Утак. | Клуб, Место              | Резултат | Клуб, Место        | 1 утакмица 17. март | 2. утакмица 7. април |
| ----- | ------------------------ | -------- | ------------------ | ------------------- | -------------------- |
| 1     | Модрича Максима Модрича  | 2:0      | Дриновци, Дриновци | 1:0                 | 1:0                  |
| 2     | Славија, Српско Сарајево | 0:1      | Борац, Бањалука    | 0:0                 | 0:1                  |

## Финале
Утакмица је одиграна у Сарајеву 26. маја 2004.
| Утак. | Клуб, Место     | Резултат     | Клуб, Место             |
| ----- | --------------- | ------------ | ----------------------- |
| 1     | Борац, Бањалука | 1:1 пен. 3:4 | Модрича Максима Модрича |

| Победник Купа Босне и Херцеговине у фудбалу 2003/04. |
| ---------------------------------------------------- |
| ФК Модрича Максима 1. титула                         |

## Резултати победника купа уКупу УЕФА 2004/05.
| УЕФА Куп 2004/05. | УЕФА Куп 2004/05. | УЕФА Куп 2004/05. | УЕФА Куп 2004/05. | УЕФА Куп 2004/05.   | УЕФА Куп 2004/05. | УЕФА Куп 2004/05. | УЕФА Куп 2004/05. |
| Ранг              | Клуб              | Држава            | укупан рез.       | Држава              | Клуб              | 1. утак.          | 2. утак.          |
| ----------------- | ----------------- | ----------------- | ----------------- | ------------------- | ----------------- | ----------------- | ----------------- |
| Прво коло кв.     | Санта Колома      | Андора            | 0:4               | Босна и Херцеговина | Модрича Максима   | 0:1               | 0:3               |
| Друга коло кв.    | Левски Софија     | Бугарска          | 8:0               | Босна и Херцеговина | Модрича Максима   | 5:0               | 3:0               |